# Dal vivo alla Bussoladomani
Dal vivo alla Bussoladomani è un album live del cantautore Domenico Modugno.

## Il disco
Si tratta del famoso concerto che il cantautore tenne alla famosa La BussolaDomani di Lido di Camaiore il 3 settembre 1977, davanti a più di 5.000 persone.
Fu stampato all'epoca in edizione deluke LP con tanto di testi e libretto, nel 1995 è uscita l'edizione in CD (sempre della stessa marca) con titolo diverso Mister volare dal vivo, ma la versione in vinile è ancora oggi molto ricercata.
Nell'album è presente un brano che il cantautore non incise mai in studio: Nessuna donna al mondo, canzone famosa nell'interpretazione di Shirley Bassey.
Terz'ultima canzone del concerto, è un brano molto poetico, di un uomo che considera la sua donna la più grande del mondo; la canzone fu scritta nel 1968, ma si decise di darla alla Bassey. Il brano assunse il titolo di Chi si vuol bene come noi, e venne portato dalla cantante in semi-finale a Canzonissima 1968.
Durante il concerto Modugno dichiarò con grande ironia:
È da considerare quindi preziosa questa interpretazione, in quanto è l'unica del cantautore.

## Tracce
1. Piove (ciao ciao bambina)
2. Nel blu dipinto di blu
3. La donna riccia
4. Tu si' 'na cosa grande
5. O ccafè
6. Come hai fatto
7. La gabbia
8. Come stai
9. L'anniversario
10. La lontananza
11. Vecchio Frack
12. Stasera pago io
13. U pisci spada
14. Io
15. Notte di luna calante
16. Strada 'nfosa
17. Resta cu'mme
18. Se Dio vorrà
19. Nessuna donna al mondo
20. Il vecchietto
21. A casa torneremo insieme